# 杜默島

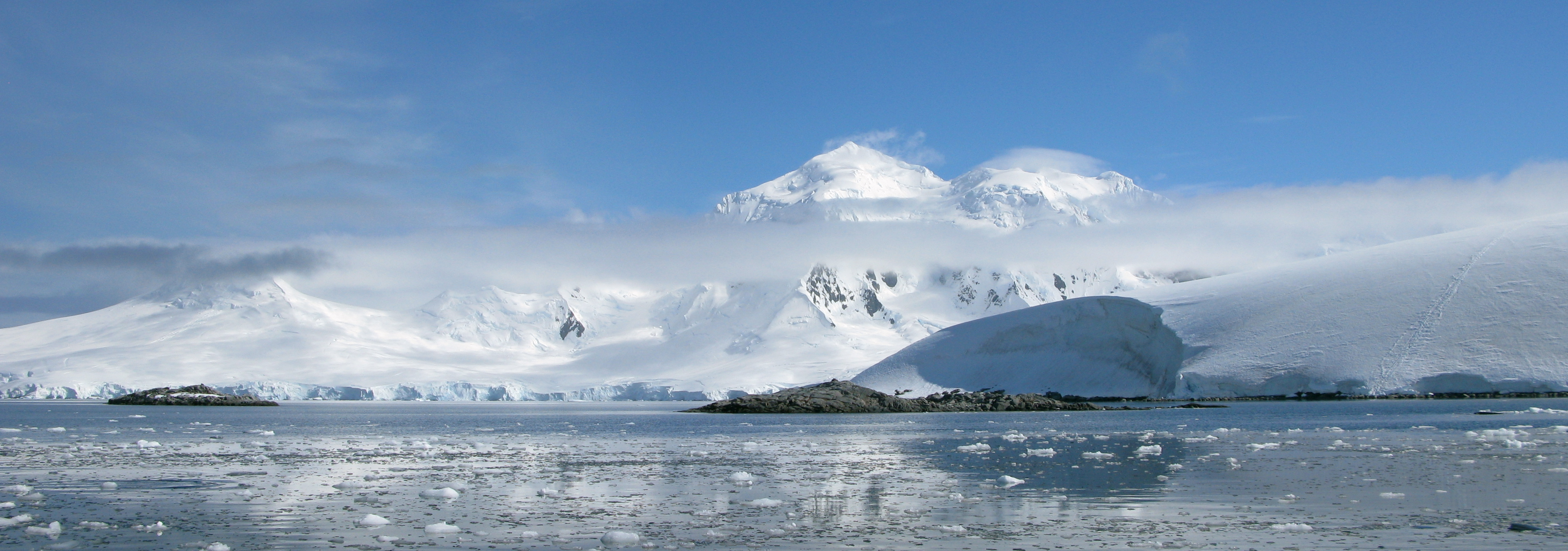

64°51′S 63°35′W / 64.850°S 63.583°W
杜默島（英語：Doumer Island）是南極洲的島嶼，位於帕默群島，處於昂韋爾島和溫克島南部之間，長7.2公里、寬3.2公里，最高點海拔高度515米，該島嶼由比利時的探險隊發現。